# Region Ost (Junior League Baseball World Series)
Die Region Ost ist eine der fünf Regionen der Vereinigten Staaten, welche Teilnehmer an die Junior League Baseball World Series entsendeten. Die Region Ost nimmt seit 1981 an diesem Turnier teil.
Bis 2001 war die Region in vier Divisionen aufgeteilt. Die Sieger jeder Division spielten um den Startplatz an den Junior League World Series. Seit 2002 spielen alle zugeordneten Staaten an einem gemeinsamen Turnier um den Startplatz.

## Teilnehmende Staaten
Folgende Staaten sind in dieser Region organisiert:
- Connecticut
- Delaware
- Maine
- Maryland
- Massachusetts
- New Hampshire
- New Jersey
- New York
- Pennsylvania
- Rhode Island
- Vermont

Der Gastgeber stellt zusätzlich eine Mannschaft.

## Regionale Meisterschaften seit 2002
2002 wurden die Regionen zum Teil neu strukturiert.
Die jeweiligen Gewinner sind grün markiert.
| Jahr | Gastgeber                              | Connecticut                        | Delaware                                                   | Maine                                     | Maryland                                     | Massachusetts                   | New Hampshire        | New Jersey                                  | New York                                       | Pennsylvania                   | Rhode Island                       | Vermont         |
| ---- | -------------------------------------- | ---------------------------------- | ---------------------------------------------------------- | ----------------------------------------- | -------------------------------------------- | ------------------------------- | -------------------- | ------------------------------------------- | ---------------------------------------------- | ------------------------------ | ---------------------------------- | --------------- |
| 2002 | Tinton Falls LL Tinton Falls           | Cromwell LL Cromwell               | Cape Henlopen LL Cape Henlopen                             | Auburn Suburban LL Auburn                 | West Salisbury LL Salisbury                  | North Reading LL North Reading  | Salem Youth LL Salem | Freehold Township LL Freehold Township      | Vestal LL Vestal                               | DuBois LL DuBois               | Smithfield LL Smithfield           | Kein Teilnehmer |
| 2003 | Tinton Falls LL Tinton Falls           | Norwich LL Norwich                 | Camden Wyoming LL Camden                                   | Bucksport LL Bucksport                    | Northeast LL North East                      | Mansfield LL Mansfield          | Derry LL Derry       | Freehold Township LL Freehold Township      | Cortlandt American LL Cortlandt                | Hatboro LL Hatboro             | Edgewood South Elmwood LL Cranston | Kein Teilnehmer |
| 2004 | Tinton Falls LL Tinton Falls           | Killingly LL Killingly             | Lower Sussex LL Roxana                                     | Maremont LL Saco                          | Arbutus LL Arbutus                           | Scituate LL Scituate            | Derry LL Derry       | Bloomfield Junior/Senior LL Bloomfield      | Massapequa Coast LL Massapequa Park            | Caln Township LL Caln Township | Elmwood LL Providence              | Kein Teilnehmer |
| 2005 | Freehold Township LL Freehold Township | West Haven LL West Haven           | Lower Sussex LL Roxana                                     | South Portland National LL South Portland | West Salisbury LL Salisbury                  | Seekonk LL Seekonk              | Derry LL Derry       | Brick American LL Brick                     | Massapequa Coast LL Massapequa Park            | Red Land LL Lewisberry         | Johnston LL Johnston               | Kein Teilnehmer |
| 2006 | Middletown LL Middletown               | Bridgeport North End LL Bridgeport | Capitol LL Wilmington                                      | Bangor Westside/East LL Bangor            | Rising Sun LL Rising Sun                     | Canton LL Canton                | Suncook LL Suncook   | North Cumberland LL Upper Deerfield         | Jamesville-Dewitt LL DeWitt                    | DuBois LL DuBois               | Chariho LL Chariho                 | Kein Teilnehmer |
| 2007 | Middletown LL Middletown               | Pawcatuck LL Pawcatuck             | Middletown-Odessa- Townsend LL Middletown-Odessa- Townsend | Bangor Westside/East LL Bangor            | Arbutus LL Baltimore                         | Somerset LL Somerset            | Suncook LL Suncook   | South Wall LL Wall Township                 | East Meadow LL East Meadow                     | Greencastle LL Greencastle     | Barrington LL Barrington           | Kein Teilnehmer |
| 2008 | Freehold Township LL Freehold Township | Plainville LL Plainville           | Middletown-Odessa- Townsend LL Middletown-Odessa- Townsend | Bangor Westside/East LL Bangor            | Elkton Community LL Elkton                   | Canton LL Canton                | Kein Teilnehmer      | North Wall LL Wall Township                 | East Meadow LL East Meadow                     | Berwyn Paoli Area LL Berwyn    | Johnston LL Johnston               | Kein Teilnehmer |
| 2009 | Freehold Township LL Freehold Township | Bridgeport North End LL Bridgeport | Camden Wyoming LL Camden                                   | Bangor Westside/East LL Bangor            | Thurmont LL Thurmont                         | Quincy Youth Baseball LL Quincy | Kein Teilnehmer      | Holbrook LL Jackson                         | North Bellmore/North Merrick LL North Bellmore | Carlisle Area LL Carlisle      | Rumford LL East Providence         | Kein Teilnehmer |
| 2010 | Freehold Township LL Freehold Township | Burlington LL Burlington           | Dover LL Dover                                             | Bangor Westside/East LL Bangor            | Home Run Baker/Easton LL Talbot County       | Stoneham LL Stoneham            | Kein Teilnehmer      | North Wall LL Wall Township                 | Floral Park LL Floral Park                     | Montoursville LL Montoursville | Johnston LL Johnston               | Kein Teilnehmer |
| 2011 | Freehold Township LL Freehold Township | Burlington LL Burlington           | Brandywine LL Wilmington                                   | Bangor Westside/East LL Bangor            | South Maryland LL Davidsonville              | Quincy Youth Baseball LL Quincy | Kein Teilnehmer      | North Wall LL Wall Township                 | Stony Point LL Stony Point                     | Pennridge LL Perkasie          | Johnston LL Johnston               | Kein Teilnehmer |
| 2012 | Freehold Township LL Freehold Township | Tolland LL Tolland                 | Milford LL Milford                                         | Bangor Westside/East LL Bangor            | Chesapeake City Community LL Chesapeake City | Oxford LL Oxford                | Kein Teilnehmer      | Howell Township Southern LL Howell Township | Franklin Square LL Franklin Square             | Dunbar Area LL Dunbar          | Johnston LL Johnston               | Kein Teilnehmer |
| 2013 | Freehold Township LL Freehold Township | Tolland LL Tolland                 | Middletown-Odessa- Townsend LL Middletown-Odessa- Townsend | Hampden-Newburgh LL Hampden               | Home Run Baker/Easton LL Talbot County       | Quincy Youth Baseball LL Quincy | Kein Teilnehmer      | Manchester-Lakehurst LL Manchester Township | Massapequa International LL Massapequa Park    | DuBois LL DuBois               | Elmwood LL Providence              | Kein Teilnehmer |
| 2014 | Freehold Township LL Freehold Township | Edgewood LL Bristol                | Newark National LL Newark                                  | Down East Family YMCA LL Ellsworth        | Waldorf LL Waldorf                           | Quincy Youth Baseball LL Quincy | Kein Teilnehmer      | Par Troy East LL Parsippany                 | Haverstraw LL Haverstraw                       | North Allegheny LL Pittsburgh  | Barrington LL Barrington           | Kein Teilnehmer |
| 2015 | Freehold Township LL Freehold Township | Edgewood LL Bristol                | Dover LL Dover                                             | Bronco LL / Hermon LL Hampden/Hermon      | West Salisbury LL Salisbury                  | Quincy Youth Baseball LL Quincy | Kein Teilnehmer      | Ridgewood LL Ridgewood                      | Penfield LL Penfield                           | Great Valley LL Malvern        | Rumford LL Rumford                 | Kein Teilnehmer |

## Resultate an den Junior League World Series

### Nach Jahr
| Jahr | Mannschaft                  | Stadt             | Klassierung  | W-L |
| ---- | --------------------------- | ----------------- | ------------ | --- |
| 1981 |                             | Gloucester County |              |     |
| 1982 |                             |                   |              |     |
| 1983 |                             |                   |              |     |
| 1984 |                             |                   |              |     |
| 1985 |                             |                   |              |     |
| 1986 | Waldorf LL                  | Waldorf           | Weltmeister  |     |
| 1987 |                             |                   |              |     |
| 1988 |                             |                   |              |     |
| 1989 |                             |                   |              |     |
| 1990 |                             |                   |              |     |
| 1991 |                             |                   |              |     |
| 1992 |                             |                   |              |     |
| 1993 |                             |                   |              |     |
| 1994 |                             |                   |              |     |
| 1995 |                             |                   |              |     |
| 1996 |                             |                   |              |     |
| 1997 | Salem Youth LL              | Salem             | Weltmeister  |     |
| 1998 |                             |                   |              |     |
| 1999 |                             |                   |              |     |
| 2000 |                             |                   |              |     |
| 2001 | Rolando Paulino LL          | Bronx             | Gruppenphase | 1–2 |
| 2002 | DuBois LL                   | DuBois            | Gruppenphase | 2–2 |
| 2003 | Mansfield LL                | Mansfield         | Gruppenphase | 1–3 |
| 2004 | Massapequa Coast LL         | Massapequa Park   | Gruppenphase | 0–4 |
| 2005 | Freehold Township LL        | Freehold Township | Gruppenphase | 1–2 |
| 2006 | North Cumberland LL         | Upper Deerfield   | Gruppenphase | 2–2 |
| 2007 | Middletown LL               | Middletown        | Gruppenphase | 2–2 |
| 2008 | Canton LL                   | Canton            | Gruppenphase | 1–3 |
| 2009 | Holbrook LL                 | Jackson           | Gruppenphase | 2–2 |
| 2010 | Freehold Township LL        | Freehold Township | Gruppenphase | 1–3 |
| 2011 | Johnston LL                 | Johnston          | Gruppenphase | 2–2 |
| 2012 | Franklin Square             | Franklin Square   | Gruppenphase | 1–3 |
| 2013 | Massapequa International LL | Massapequa Park   | Gruppenphase | 0–4 |
| 2014 | Newark National LL          | Newark            | Gruppenphase | 1–3 |
| 2015 | Ridgewood LL                | Ridgewood         | Gruppenphase | 2–2 |

 Stand nach den Junior League World Series 2015